# Scaptomyza elmoi
Scaptomyza elmoi är en tvåvingeart som beskrevs av Hajimu Takada 1970. Scaptomyza elmoi ingår i släktet Scaptomyza och familjen daggflugor. Inga underarter finns listade i Catalogue of Life.